# فانوو
فانوو (بالإنجليزية: Vanuu)‏ هي منطقة سكنية تقع في فانواتو في جزيرة العنصرة .